# Urânia (Alfredo Chaves)
Urânia é um distrito do município brasileiro de Alfredo Chaves, no interior do estado do Espírito Santo. Segundo o censo demográfico de 2022, realizado pelo Instituto Brasileiro de Geografia e Estatística (IBGE), sua população era de 1 176 habitantes e havia 418 domicílios particulares permanentes ocupados.
Foi criado pela lei estadual nº 1.926 de 7 de janeiro de 1964. Está situado na região norte do município.